# ビール・メーカー・ブラザーズ
『ビール・メーカー・ブラザーズ』（原題: Brews Brothers、ブルーズ・ブラザーズ）は、2020年に配信されたアメリカ合衆国のテレビドラマシリーズ。ビール工房を営む兄弟を描くコメディドラマ。企画・制作をグレッグ・シェイファーが務め、アラン・アイゼンバーグ、マイク・キャッスルらが出演した。2020年4月10日にNetflixオリジナル作品として全世界へ配信された。

## あらすじ
ビール工房を経営するヴィルヘルム・ロッドマンの前に、疎遠だった兄アダムが現れる。犬猿の仲だった2人だが、工房存続の危機に見舞われてタッグを組むことになる。

## キャスト

### メイン
ヴァルヘルム・ロッドマン (ウィル)
演 - アラン・アイゼンバーグ
アダム・ロッドマン
演 - マイク・キャッスル
サラ
演 - カルメン・フラッド
チュイ
演 - マルケス・レイ

### リカーリング
エルヴィス
演 - ザック・レイノ
ベッキー
演 - イナンナ・サーキス
マット
演 - ジェームズ・アール
ジャック
演 - マイク・ミッチェル
トリュフ
演 - フルーラ・ボルク

## エピソード
| 通算 話数 | タイトル                                               | 監督             | 脚本                         | 公開日        |
| --------- | ------------------------------------------------------ | ---------------- | ---------------------------- | ------------- |
| 1         | "ロッドマン兄弟の再会" "Fort WorthThe Brothers Rodman" | Jeff Schaffer    | Greg Schaffer                | 2020年4月10日 |
| 2         | "まぼろしのレシピ" "Fort WorthRecreate the Opus"       | Jeff Schaffer    | Greg Schaffer                | 2020年4月10日 |
| 3         | "バンナイズの味" "Fort WorthTaste of Van Nuys"         | Natalia Anderson | Hunter Covington Stacy Traub | 2020年4月10日 |
| 4         | "修道士の月曜" "Fort WorthMonk Monday"                 | Jeff Schaffer    | Greg Schaffer                | 2020年4月10日 |
| 5         | "LAで最高の鼻" "Fort WorthLA's Best Nose"              | Annabel Oakes    | Steve Joe                    | 2020年4月10日 |
| 6         | "ラズロー・スナ" "Fort WorthLazlo Suna"                | Robert Cohen     | Greg Schaffer                | 2020年4月10日 |
| 7         | "クラットボール" "Fort WorthKrachtbal"                 | Robert Cohen     | Steve Joe                    | 2020年4月10日 |
| 8         | "トリンク" "Fort WorthThe Trink"                       | Dale Stern       | Greg Schaffer                | 2020年4月10日 |

## 製作
2019年8月23日、Netflixが本作の製作を発表した。 2020年4月10日に第1シーズンが配信された。

## 評価

### 批評
本作は批評集積サイトのRotten Tomatoesに10件のレビューがあり、批評家支持率は40%、平均点は10点満点で4.0点となっている。また、Metacriticには5件のレビューがあり、加重平均値は44/100となっている。